# Pekinger Herbst-Büchermarkt
Der Pekinger Herbst-Büchermarkt (chinesisch 北京秋季书市, Pinyin Beijing qiuji shushi, englisch Beijing Autumn Book Fair) ist eine chinesische Buchmesse im Pekinger Erdaltar-Park (地坛公园,  Ditan gongyuan). Im Jahr 2007 wurden dort 200.000 Bücher von 500 Unternehmen angeboten.